# Cá quỷ râu
Cá quỷ râu, tên khoa học Inimicus didactylus, là một loài cá độc trong họ Synanceiidae. Loài cá này sinh sống ở Tây Thái Bình Dương. Chúng có thể đạt đến chiều dài cơ thể là 25 cm (10 inch) và nổi bật bất thường với hình dạng sần sùi và rất nhiều gai nhọn độc để xua đuổi kẻ thù. Đây là loài cá sống về đêm, thường tự đào sâu một phần xuống đáy biển đầy cát vào ban ngày. Cơ thể chúng có màu đỏ hoặc vàng cát và ngụy trang tốt trên đáy biển đầy cát và san hô.

## Mô tả

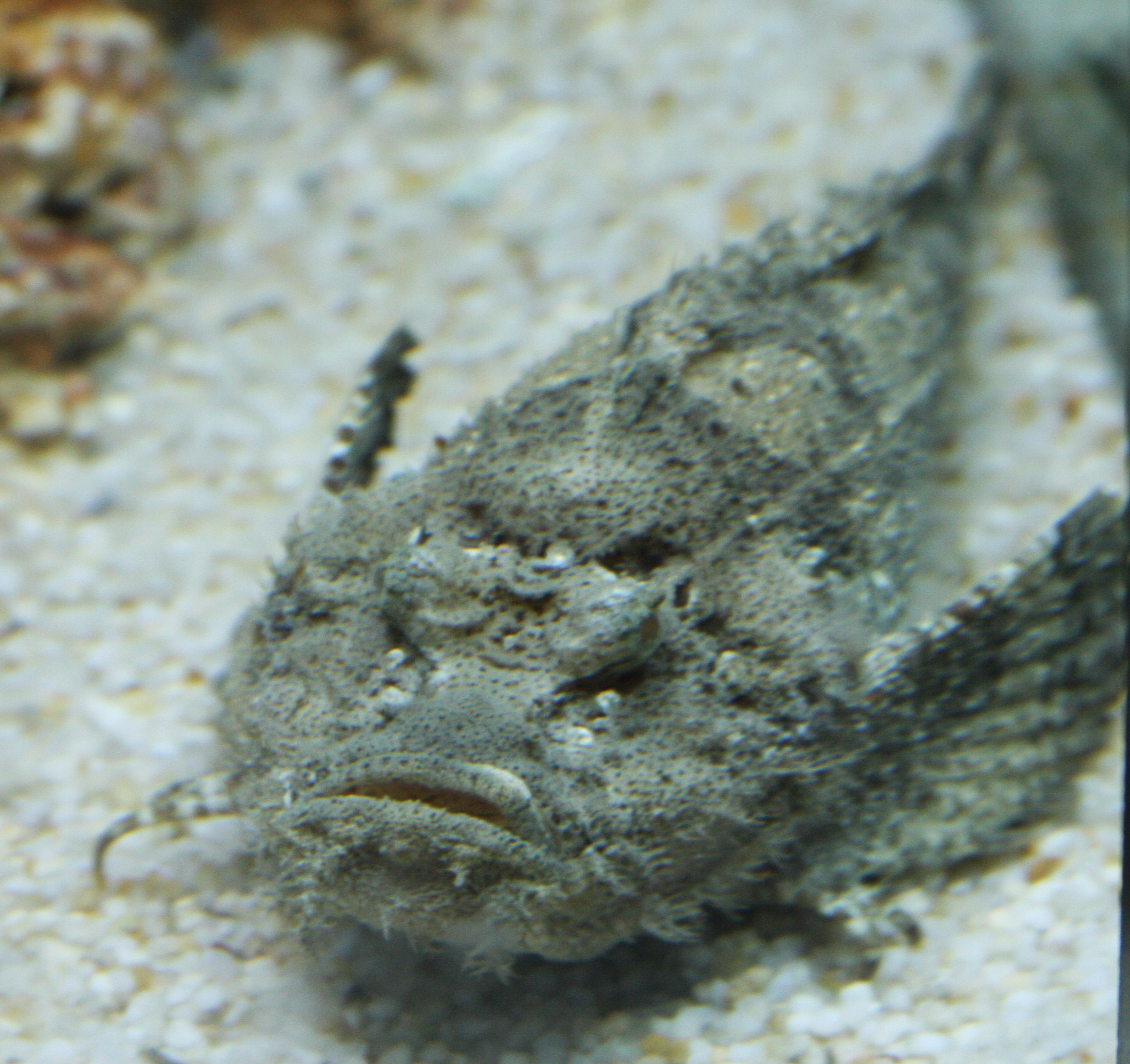
Inimicus didactylus

I. didactylus trưởng thành có thể đạt được chiều dài cơ thể lên đến 26 cm. Chúng có màu cơ thể là đỏ hoặc vàng cát với các đốm sáng, và rất giống với màu của đáy biển có cát hoặc san hô xung quanh nơi chúng sinh sống. Màu sắc này hoạt động như một lớp ngụy trang khiến chúng cực kỳ khó bị phát hiện trong môi trường sống tự nhiên. Da chúng không có vảy ngoại trừ dọc theo đường bên và được bao phủ bởi các gai độc và các tuyến giống như mụn cơm khiến nó có vẻ ngoài sần sùi. Đầu cá bẹt và lõm xuống. Mắt, miệng và lỗ mũi hướng lên trên và ra ngoài từ mặt lưng của đầu. Sự lưỡng hình giới tính không được cho là xảy ra ở loài này.

## Hành vi
I. didactylus là một loài động vật ăn cá theo kiểu săn mồi phục kích. Chúng sống về đêm và thường nằm vùi một phần dưới đáy biển hoặc trên đầu san hô vào ban ngày, bao phủ bởi cát và các mảnh vụn khác để ngụy trang thêm. Chúng được cho là không có kẻ thù tự nhiên được biết đến. Khi bị làm phiền bởi một thợ lặn biển hoặc một kẻ săn mồi tiềm tàng, loài cá này sẽ xòe ra những chiếc vây ngực và vây đuôi có màu sắc rực rỡ như một lời cảnh báo. Một khi đã bị xâm phạm, chúng sẽ rất miễn cưỡng rời khỏi nơi ẩn náu của mình. Chúng di chuyển theo một cách khá bất thường: bò chậm rãi theo sát đáy biển, sử dụng bốn tia dưới (hai tia ở mỗi bên) của vây ngực làm chân. Gai lưng của chúng có nọc độc.